# Cayo Claudio Pulcro (cónsul 177 a. C.)
Cayo Claudio Pulcro  fue un político y militar de la República romana, muerto en el año 167 a. C., que ocupó el consulado en el año 177 a. C. 

## Familia
Era hijo de Apio Claudio Pulcro, cónsul en el año 212 a. C., y padre de Apio Claudio, cónsul en el año 130 a. C.

## Carrera política
Fue nombrado augur en 195 a. C., pretor en 180 a. C. y cónsul en 177 a. C. Durante su consulado partió para hacer frente a los istrianos. Temiendo que los éxitos de los cónsules del año anterior pudieran hacer innecesaria su presencia en dicha provincia, salió sin haber realizado las ceremonias de iniciación del consulado, pero pronto se vio obligado a regresar. Después de haber retornado de nuevo a su provincia con un nuevo ejército, capturó tres ciudades, y sometió a los istrianos. En seguida marchó contra los ligures, a los que derrotó, y celebró un triunfo doble en Roma. Celebrados los comicios, volvió a Liguria y recuperó la ciudad de Módena.
En el año 171 a. C. sirvió como tribuno militar bajo Publio Licinio Craso en la guerra contra Perseo.
En 169 a. C. fue elegido censor junto con Tiberio Sempronio Graco, que también había sido su colega consular. Su censura fue bastante severa, lo cual supuso que tras el cargo fuesen demandados en un juicio político por uno de los tribunos de la plebe. Sin embargo, no fueron condenados, debido en parte a la popularidad de Graco. Después retiró la ciudadanía a muchos, entre ellos al tribuno de la plebe Publio Rutilio.
Claudio se oponía a su colega, que había querido excluir a los libertos de las tribus ; finalmente se convino en que deberían estar inscritos todos en la tribu Esquilina.
Más tarde, en 167 a. C., partió en una embajada enviada a Macedonia Ese mismo año murió.